# 尤尼克戰役
尤尼克戰役是科索沃戰爭中科索沃解放軍和南斯拉夫軍在尤尼克的衝突。尤尼克是科索沃解放軍的一個重大據點。因此，南斯拉夫軍決定發動大規模攻勢進入該地區，並包圍了科索沃解放軍在山區的據點。經過20天的圍困，南斯拉夫發動進攻，並且成功佔領尤尼克和周圍的重要道路。